# Luban Shuiku
Luban Shuiku (kinesiska: 鲁班水库) är en reservoar i Kina. Den ligger i provinsen Sichuan, i den sydvästra delen av landet, omkring 94 kilometer öster om provinshuvudstaden Chengdu. Luban Shuiku ligger 461 meter över havet. Arean är 12,6 kvadratkilometer. Trakten runt Luban Shuiku består till största delen av jordbruksmark. Den sträcker sig 7,3 kilometer i nord-sydlig riktning, och 5,5 kilometer i öst-västlig riktning.
Genomsnittlig årsnederbörd är 1 312 millimeter. Den regnigaste månaden är juli, med i genomsnitt 321 mm nederbörd, och den torraste är december, med 6 mm nederbörd.